# Luisa Durán
Luisa Durán de la Fuente (Santiago de Chile, 27 de febrero de 1941) es una asistente social chilena. Es la segunda y actual cónyuge de Ricardo Lagos, presidente de Chile entre 2000 y 2006, periodo en que ejerció como primera dama. Tras el fin del gobierno de Lagos, ha sido parte de diversas instituciones de carácter cultural.

## Biografía

### Juventud y estudios
Nació en Santiago de Chile, hija del médico Hernán Durán Morales y de la escultora Luisa de la Fuente Tavolara. Es prima de Matías de la Fuente, quien fuera jefe de gabinete de la Presidencia durante el gobierno de Ricardo Lagos, entre 2000 y 2003.
Realizó sus estudios primarios en la Alianza Francesa de Santiago y en el Liceo n.º 7 de Niñas de Providencia. Posteriormente su familia se radicó en Montevideo, Uruguay, donde vivieron durante cinco años. Allí Durán ingresó a la carrera de servicio social en la Universidad de la República. Tras su regreso a Chile, continuó dicha carrera en la Escuela de Servicio Social de la Universidad de Chile, donde se tituló de asistente social en 1971. Durante su paso por la universidad fue dirigente estudiantil; fue parte de la organización del primer centro de alumnos de su carrera, delegada de su facultad ante el Consejo de la Federación de Estudiantes de la Universidad de Chile (FECh) y presidenta del Centro de Alumnos de Servicio Social.
En el año 1963 contrajo matrimonio con Hernán Edding, de quien se separó 5 años después. De esa unión nacieron sus dos hijos mayores, Hernán y Alejandro. Posteriormente, entre 1966 y 1968, desempeñó labores administrativas en la Alianza Francesa.

### Matrimonio con Ricardo Lagos
En 1971 se casó en segundas nupcias con Ricardo Lagos Escobar, quien también había tenido un primer matrimonio con Carmen Weber, del cual nacieron Ximena y Ricardo. En 1975 nació la única hija del matrimonio Lagos Durán, Francisca.
Tras el golpe de Estado de 1973, la familia Lagos Durán debió exiliarse en Estados Unidos en 1974, dada la militancia socialista de su marido. Allí, Lagos ejerció como profesor en la Universidad de Carolina del Norte. Al año siguiente emigraron a Buenos Aires, Argentina, donde permanecieron hasta 1978, año en que regresaron a Chile.
Durán tuvo una oficina de administración y corretaje de propiedades entre 1981 y 1998.

## Vida pública

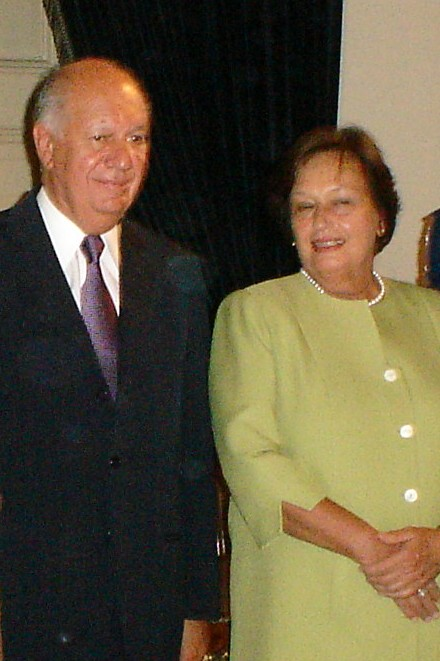
Ricardo Lagos como presidente, y Luisa Durán como primera dama, en 2006.

Entre los años 1990 y 1999, tanto por los diversos cargos gubernamentales en que se desempeñó su marido, como por las campañas políticas en que participó, recorrió Chile de un extremo a otro.

### Primera dama
En 1999 Lagos se presentó como candidato para la elección presidencial de ese año, campaña en la que Durán participó activamente. Tras el triunfo de su cónyuge en la segunda vuelta de enero de 2000, asumió como presidente de Chile el 11 de marzo de ese año. Durán ejerció durante la presidencia de Lagos el cargo protocolar de primera dama, sin embargo, ella prefirió ser tratada simplemente como «la señora del presidente», al igual que su antecesora, Marta Larraechea.
En su rol como primera dama, Durán dirigió importantes fundaciones de ayuda social y cultural: Integra, Prodemu, Fundación de la Familia, Tiempos Nuevos, y el Comité Nacional para el Adulto Mayor. También se crearon durante su gestión la Fundación de Orquestas Juveniles e Infantiles de Chile (FOJI) y Matucana 100 (ambas en 2001), la Fundación Artesanías de Chile y la Fundación Chilenter (ambas en 2002), y la Corporación DanzaChile. Además fue el rostro de la campaña gubernamental «Sonrisas de mujer», que buscó otorgar acceso a atención dental a mujeres de escasos recursos, y que fue la base del actual programa «Más sonrisas para Chile», instaurado en 2014 por la presidenta Michelle Bachelet.

### Actividad posterior a 2006
Tras el fin del mandato de Ricardo Lagos —ocurrido en marzo de 2006—, al año siguiente Durán asumió la dirección ejecutiva de la Fundación de Orquestas Juveniles e Infantiles, en reemplazo del recién fallecido Fernando Rosas, cargo que mantuvo hasta el 11 de marzo de 2010. También fue nombrada miembro del directorio de Matucana 100. En 2013 asumió como directora de la Corporación Cultural de Santiago.
En 2017 regresó a la escena pública, a propósito de la precandidatura presidencial de su cónyuge, declarando en una entrevista que tuvo aprehensiones respecto a la decisión de Lagos, para «no tener que estar otra vez en la mira, y a tener este bullying permanente».
En octubre de 2018 presentó la renuncia a su militancia en el Partido por la Democracia.

## Reconocimientos
- Orden de Isabel la Católica en el grado de Gran Cruz (2001)
- «Premio Jerusalén» (2003), entregado por la municipalidad de dicha ciudad.[10]
- Embajadora del «Año Internacional Hans Christian Andersen» (2005)[11]
- Distinción Federación de Mujeres para la Paz Mundial[12]